# Karl Wolfgang Maximilian von Welck
Karl Wolfgang Maximilian Welck, seit 1785 von Welck, seit 1792 Freiherr von Welck, (* 27. Juli 1743 in Pappenheim; † 10. Dezember 1809 in Meißen) war Kreisamtmann von Meißen und kursächsischer Hofrat.

## Lebenslauf
Karl Wolfgang Maximilian Welck wurde am 27. Juli 1743 in Pappenheim als Sohn des Wolfgang Georg Welck und der Johanna Sophie Gleditsch geboren. Sein Vater war bis zu seinem dritten Lebensjahr am Pappenheimschen Hof tätig, dann siedelte die Familie nach Leipzig über, wo Karl Welck aufwuchs und Rechtswissenschaften studierte.
Nach dem Studium wurde Karl Welck 1762 der Kommission zur Regulierung des Pappenheimschen Schuldenwesens zugeteilt. 1764 gelangte er in die von seinem Vater geleitete kurfürstlich sächsische Wahlbotschaftskanzlei zur Wahl Kaiser Joseph II. in Frankfurt a. M. In den folgenden Jahren verfasste er wissenschaftliche Schriften.
1771 wurde er zum Kreisamtmann des Meißner Kreises mit Verleihung des Charakters als kurfürstlich-sächsischer Hofrat ernannt. In diesem Amt, das er bis zu seinem Tode innehatte, übernahm Karl Welck Leitungsaufgaben in Verwaltung und Gerichtsbarkeit des Kreises.
Außerdem war er von 1791 bis 1806 Inhaber des damals bedeutenden Verlags Gleditsch, der 1831 im F. A. Brockhaus Verlag aufging.
Am 3. März 1785 wurden Karl Welck und sein Bruder Rudolf Welck in Anerkennung ihrer eigenen Verdienste und der Verdienste ihres Vaters von Kaiser Joseph II. in den erblichen Ritterstand des heiligen römischen Reichs erhoben. Zusätzlich wurde Karl von Welck am 22. Juni 1792 vom Reichsvikar Kurfürst Friedrich August III., dem Gerechten, in den erblichen Reichsfreiherrenstand erhoben.
Seine Frau Rahel Amalie Siegert, die er 1772 geheiratet hatte, erbte im Jahre 1783 Oberrabenstein, das er ihr nach seiner Nobilitierung abkaufte. Er ließ die Burg im alten Stil wiederherstellen und legte eine romantische Parkanlage nach englischem Vorbild an. Die Familie hatte drei Kinder, Georg Ludwig, Sophie Emilie Henriette und Heinrich Maximilian. Nach dem Tod seiner Frau heiratete er 1791 Wilhelmine Friederike Henriette Gräfin von Seydewitz aus dem Hause Pülswerda, die ihm den Sohn Curt Robert gebar.
Freiherr von Welck starb am 10. Dezember 1809 in Meißen.